# Unité urbaine de Nouvion-sur-Meuse
L'unité urbaine de Nouvion-sur-Meuse est une unité urbaine française centrée sur les communes de Flize et Nouvion-sur-Meuse, au cœur de la dixième agglomération urbaine du département des Ardennes, située dans la région Grand Est.

## Données générales
En 2010, selon l'Insee, l'unité urbaine était composée de trois communes.
En 2020, à la suite d'un nouveau zonage, elle est composée des trois mêmes communes.
En 2022, avec 4 970 habitants, elle représente la 10e unité urbaine du département des Ardennes.

## Composition de l'unité urbaine en 2020
Elle est composée des trois communes suivantes :
| Nom               | Code Insee | Département | Statut       | Superficie (km2) | Population (dernière pop. légale) | Densité (hab./km2) | Modifier                                    |
| ----------------- | ---------- | ----------- | ------------ | ---------------- | --------------------------------- | ------------------ | ------------------------------------------- |
| Flize             | 08173      | Ardennes    | ville-centre | 25,97            | 1 682 (2022)                      | 65                 | modifier les données · modifier les données |
| Nouvion-sur-Meuse | 08327      | Ardennes    | ville-centre | 9,06             | 2 235 (2022)                      | 247                | modifier les données · modifier les données |
| Dom-le-Mesnil     | 08140      | Ardennes    | banlieue     | 7,99             | 1 053 (2022)                      | 132                | modifier les données · modifier les données |

## Évolution démographique
| 1968  | 1975  | 1982  | 1990  | 1999  | 2008  | 2013  | 2019  |
| ----- | ----- | ----- | ----- | ----- | ----- | ----- | ----- |
| 5 613 | 5 079 | 4 799 | 4 962 | 5 084 | 5 061 | 5 058 | 5 046 |

#### Données générales
- Unité urbaine
- Aire d'attraction d'une ville
- Aire urbaine (France)
- Liste des unités urbaines de France

#### Données démographiques en rapport avec l'unité urbaine de Nouvion-sur-Meuse
- Aire d'attraction de Charleville-Mézières
- Arrondissement de Charleville-Mézières

#### Données démographiques en rapport avec les Ardennes
- Démographie du département des Ardennes
- Liste des unités urbaines du département des Ardennes